# Marlon James (calciatore)
Marlon James (Kingstown, 16 novembre 1976) è un ex calciatore sanvincentino, di ruolo attaccante.

## Palmarès

### Individuale
- Capocannoniere della Liga Super: 1

2013 (16 reti)